# Vogelei

Schematischer Längsschnitt eines Vogeleis:
1. Kalkschale
2. äußere Schalenhaut
3. innere Schalenhaut
4. Chalaza (Hagelschnur)
5. äußeres Eiklar (dünnflüssig)
6. mittleres Eiklar (dickflüssig)
7. Dotterhaut
8. Bildungsdotter
9. Keimscheibe
10. Gelber Dotter
11. Weißer Dotter
12. inneres Eiklar (dünnflüssig)
13. Chalaza (Hagelschnur)
14. Luftkammer
15. Kutikula

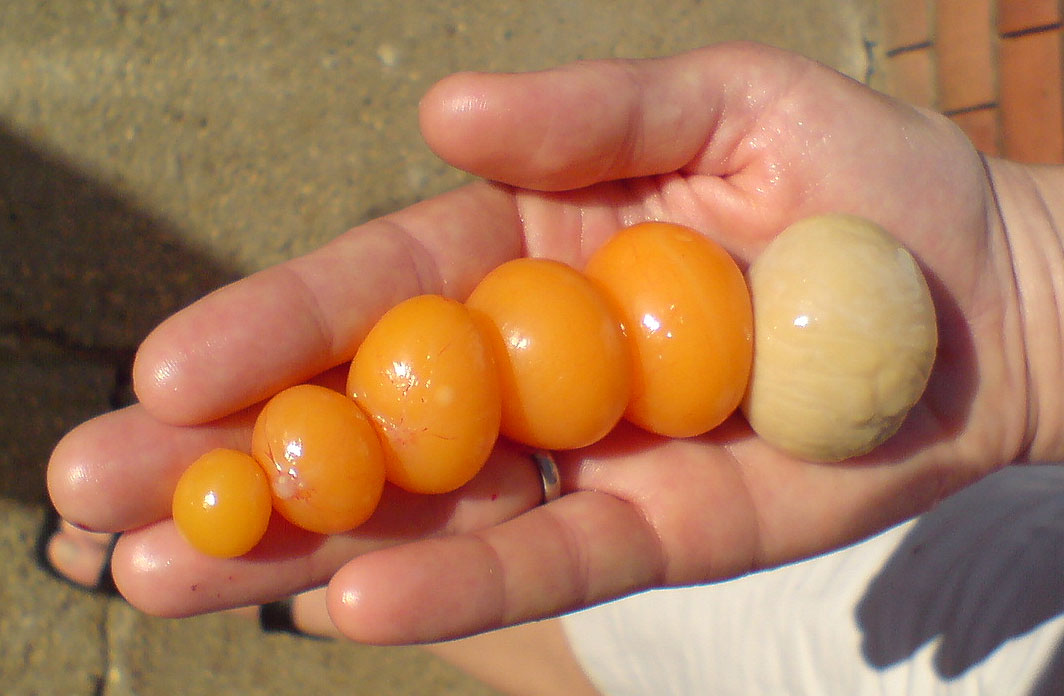
Entwicklung eines Hühnereis

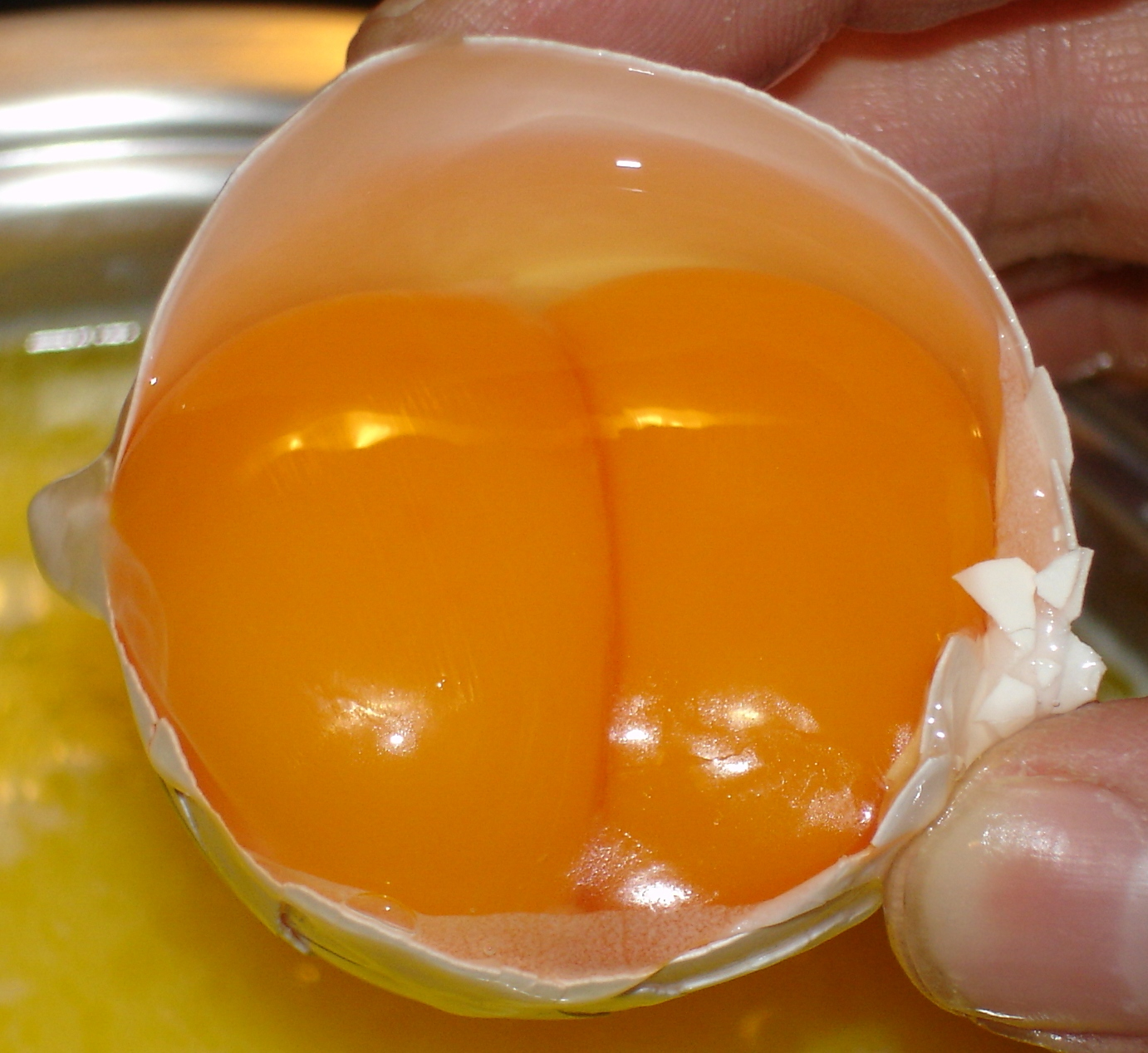
Hühnerei mit zwei Dottern

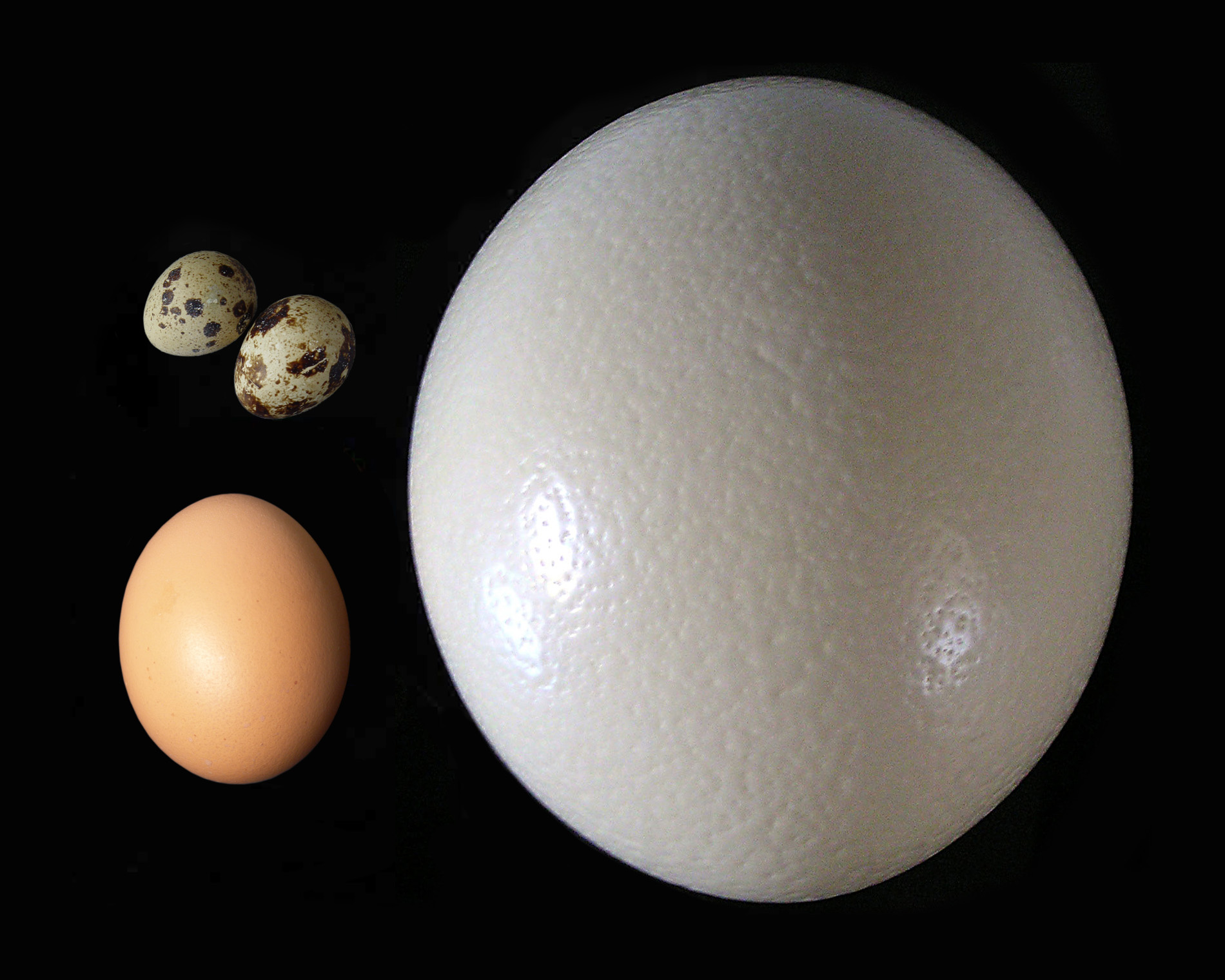
Eier von Wachtel, Haushuhn und Afrikanischem Strauß im Größenvergleich

Das Vogelei zählt zu den dotterreichen (polylecithalen) Eiern und entspricht im Aufbau den Eiern der Reptilien und eierlegenden Säugetiere (Kloakentiere). Darum bilden diese drei Klassen gemeinsam die natürliche Verwandtschaftsgruppe der Amniota. Zu dieser Gruppe zählen auch die lebendgebärenden Säugetiere, deren Keimblase der Eihaut homolog ist.
Der Begriff Amniota wurde zuerst 1866 von Ernst Haeckel („Amnionthiere“) in die wissenschaftliche Diskussion eingeführt und steht für die höheren Wirbeltierklassen  der (paraphyletisch) „Reptilien“, d. h. den Vögeln und den Säugetieren in Abgrenzung zu den Anamnia, also den Fischen und Amphibien. In der phylogenetischen Systematik sind die Amphibien die Schwestergruppe der Amnioten.
Ein Merkmal des Eis der Archosauria, zu denen außer den Vögeln auch Krokodile gehören, ist die starre Schale aus Kalk (Calciumcarbonat), während bei den meisten Schuppenkriechtieren (Ausnahme manche Geckoartige) und den Kloakentieren die Schale pergamentartig ist (Amnioten-Ei). Auch bei manchen Schildkrötenarten kommen feste kalkschalige Eier vor.
Vogeleier unterscheiden sich unter anderem in der Größe: Die kleinsten werden von der Kolibri-Art Bienenelfe gelegt.

## Die Entwicklung des Eies
Die Entwicklung wird hier beispielhaft anhand des Hühnereis beschrieben. Sie verläuft bei anderen Vogelarten (abgesehen von Größen- und Zeitangaben) in vergleichbarer Weise.

### Entstehung des Keims bzw. Embryos
Die Entstehung des Embryos beginnt im Eierstock, der bei weiblichen Vögeln wie der gesamte Geschlechtstrakt meist nur links ausgebildet ist. Im Eierstock befinden sich Tausende von Eizellen, die sukzessive durch Anlagerung von gelbem Dotter zu großen Dotterkugeln heranwachsen. Das erfolgt im Verlauf von mehreren Tagen –   bei domestizierten Hühnern praktisch ganzjährig, bei anderen Vögeln nur saisonal, also passend zur Brutzeit. Die Eier gelangen über den Eitrichter in den Eileiter (Ovidukt, Oviductus oder Legedarm genannt). Im Eileitertrichter (Infundibulum, ca. 9 cm lang) bildet sich eine lockere Membran um die Dotterhaut, aus der später die Hagelschnüre (Chalazae) hervorgehen. Im Infundibulum kann das Ei durch Spermien des männlichen Vogels (Hahns) befruchtet werden. Geschieht dies, bildet sich an der Dotterkugel eine Keimscheibe; hier wächst der Embryo oder Keim heran. Später werden von Drüsen die Vorstufen des Eiklars (Eiweiß, 5, 6) gebildet und an das Ei angelagert. Drehungen des Eis um die eigene Achse sorgen für eine gleichmäßige Anlagerung. In dieser Phase entstehen auch die Hagelschnüre (4, 13). Sie halten später den Dotter (Eigelb) in der Mitte der Kalkschale und verhindern so, dass der Keimling bei Erschütterungen an die Kalkschale schlägt und beschädigt wird. Im sich anschließenden Isthmus des Eileiters erfolgt die Bildung der Schalenhaut (2, 3).

### Entwicklung der Eischale
Im hinteren Teil des Eileiters befindet sich der Uterus (Eihälter), in dem die porige Kalkschale (1), genannt Eierschale, entsteht. Der Abschnitt wird auch Schalendrüse genannt. Beim Huhn wird die Farbe braunschaliger Eier erst in den letzten 4–5 Stunden der Schalenbildung angelegt. Das Drüsengewebe des Uterus produziert als Baustoff der Kalkschale Calciumcarbonat, das auf die Schalenhaut gesprüht beziehungsweise getupft wird. Zwischen den Tupfen bleiben Lücken bestehen, die als Kanäle für einen Gasaustausch zwischen Keim und Umwelt sorgen. Die Kanälchen münden in Poren, die auf der Eischale erkennbar sind.
Durch die Poren dringt Sauerstoff zum sich entwickelnden Küken vor und Kohlendioxid wird von innen nach außen befördert. Die Eischale eines Huhns ist einerseits sehr dünn, etwa 0,3 bis 0,4 Millimeter, damit die Küken sie von innen aufpicken können. Alle Eischalen müssen andererseits stabil und so geformt sein, dass sie beim Brüten das Gewicht des Altvogels aushalten können.
Neben den kalkbildenden Zellen enthält der Uterus pigmentbildende Zellen, die während der Kalkschalenbildung vornehmlich zwei Farbstoffe abgeben: braun-rotes Protoporphyrin und blau-grünes Biliverdin. Beide Pigmente sind mit dem Häm des roten Blutfarbstoffs (Hämoglobin) verwandt. Sie bilden zum einen die schlichte Hintergrundfarbe und sorgen zum anderen für die Musterung der Schale.
Manche Vogeleier sind weiß. Das ist evolutionäres Erbe und findet sich auch bei den Reptilien. Unter den Vogelarten können sich insbesondere Höhlenbrüter wie Spechte und Bienenfresser schlicht weiße Eierschalen leisten, denn im Baumstamm oder Erdreich sind solche Gelege gut verborgen. Eier mit der Grundfarbe oliv oder braun sind in offenen Nestern generell unauffälliger und besser geschützt vor Prädatoren. Rot-bräunliche Muster auf den Schalen bieten zusätzliche Sicherheit, weil sie das Gelege dem jeweiligen Brutplatz  – zwischen Gräsern, Kieseln oder Zweigen – anpassen und also tarnen.  Andererseits kann es von Vorteil sein, hell-blaue Eier zu legen, etwa weil diese für Männchen attraktiv sind und für eine höhere Fitness beim Weibchen sprechen.
Im letzten Abschnitt, der Vagina, wird das Eioberhäutchen (Cuticula) gebildet (15). Es dichtet die porige Kalkschale ab und verhindert das Eindringen von Bakterien. In dieser Phase der Eientwicklung entsteht auch die Luftkammer (14). Warum sie sich immer am stumpfen Ende des Eis befindet, ist ein ungeklärtes Rätsel. Den Vogelkörper verlässt das Ei durch die Kloake.

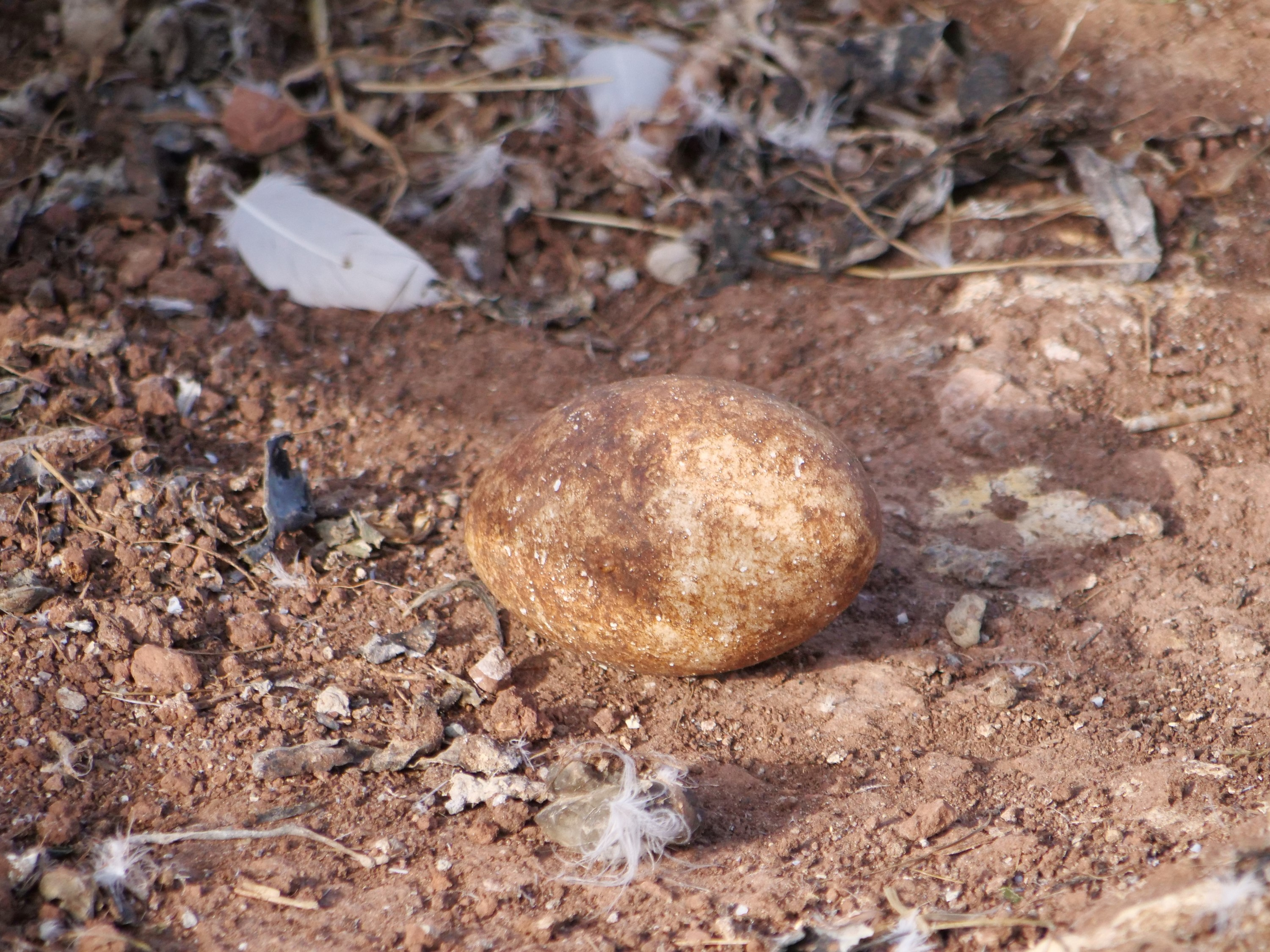
Ei eines Basstölpels, das nach dem Legen weiß war und jetzt braun ist.

Die Oberfläche der Kalkschale eines Vogeleis ist unterschiedlich glatt beziehungsweise rau oder uneben. Bei Felsenbrütern wie dem Basstölpel mindert die raue Schale das Risiko des Wegrollens. Diese Meeresvogelart belegt auch, dass sich das Ei nach dem Legen verändern kann: aus dem ursprünglich schlicht weißen Ei wird mit der Zeit ein unregelmäßig gefärbtes, braunes Vogelei. Die Umfärbung geht auf das Konto von Nistmaterial und Ausscheidungen der Vögel.

## Besonderheiten, Verwendung, Alltagsfragen
Gelegentlich durchwandert das Ei den Uterus zu schnell. Es entstehen dann schalenlose Eier, die Windeier. Sie werden nur von der Schalenhaut (2, 3) zusammengehalten.
Eier, die nicht sofort verzehrt werden, sollte man nicht waschen, da dabei das Oberhäutchen zerstört wird. Bakterien können so in das Ei gelangen und sich dort vermehren. Spuren von Kot oder Schmutz auf einem Ei sind weniger problematisch, solange die Kutikula intakt ist. Gelegentlich kommt es vor, dass zwei Dotterkugeln gleichzeitig aus dem Eierstock in den Eileiter gelangen. An beiden lagert sich dann Eiklar an, und es bildet sich dadurch ein Ei mit zwei Dottern. Dies wird auch als Doppeldotter oder Doppelei bezeichnet. Da im Fall einer Befruchtung für zwei Küken nicht genügend Platz im Ei ist, sterben beide im Verlauf der Entwicklung ab. Bei der Verwendung von Ei als Lebensmittel stellen die Vogeleier den Hauptanteil. Weltweit am meisten für die menschliche Ernährung verwendet wird das Hühnerei. Es ist nicht nur Zutat zahlreicher Speisen, sondern wird auch in der Malerei verwendet (z. B. in manchen Temperafarben). Zudem war es Bestandteil historischer Mörtel.

### Nachgelege

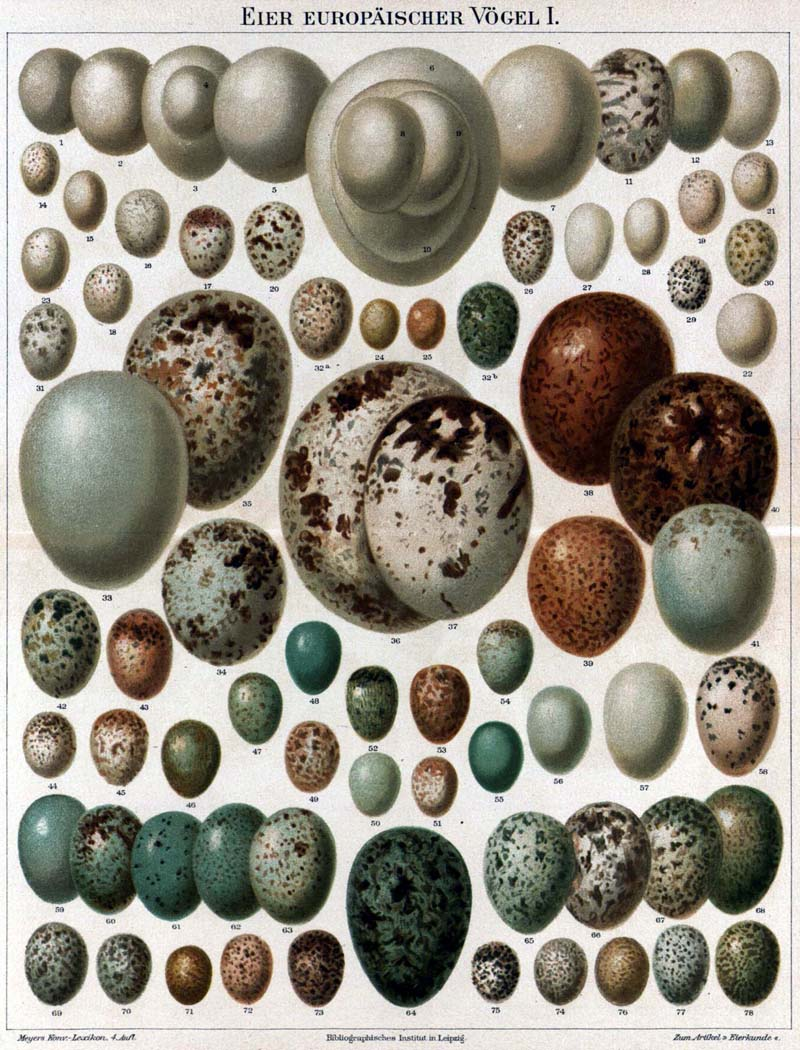
Das Ei einiger europäischer Vogelarten

Ein Vogel legt nach und nach so viele Eier, bis die für seine Art typische Gelegegröße erreicht ist. Bei Watvögeln wie dem Kiebitz sind dies meist vier Eier, bei Hühnervögeln ungefähr ein Dutzend. Gehen Eier etwa durch Nesträuber verloren, so kann es zu einem meist kleineren Nachgelege kommen. Das ist jedoch von Art zu Art verschieden. Hühnervögel wie die Wachtel oder das Bankivahuhn (die Wildform des Haushuhns) sind besonders ausdauernd im Nachlegen und können es auf mehrere hundert Eier im Jahr bringen. Der Mensch macht sich dieses schon seit Urzeiten zu Nutze, indem er das Huhn domestiziert hat und die Eier quasi erntet. Die vorherrschenden Formen der Eierproduktion via Tierhaltung sind die Legebatterie und die Freilandhaltung.

## Brut
Die weitaus meisten Vögel bebrüten ihre Eier selbst; nur wenige (z. B. die Großfußhühner) lassen sie durch Verrottungswärme ausbrüten oder legen sie (wie der Kuckuck) als Brutparasiten in fremde Nester.

## Wissenschaft
Die Oologie ist die Vogeleierkunde und ein Teilgebiet der Ornithologie. In Abgrenzung von der Embryologie beschäftigt sie sich mit der Außenhülle der Eier und nicht mit deren Inhalt. Ein weiteres Nachbargebiet ist die Nesterkunde (Kaliologie).